# Rock-Bottom Remainders
«Rock-Bottom Remainders» — рок-группа, в которой участвовали известные американские писатели. Состав группы: Дэйв Барри, Стивен Кинг, Эми Тан, Кэти Кеймен Голдмарк, Ридли Пирсон, Скотт Туроу, Джоел Селвин, Джеймс Макбрайд, Митч Элбом, Рой Блаунт-младший, Барбара Кингсолвер, Роберт Фалгэм, Мэтт Грейнинг, Тэд Бартимус, Грег Илес.
Группа создана в начале 1990-х. Название происходит от термина «remaindered book», обозначающего непроданные книги, выставленные на распродажу. С момента основания группа заработала более двух миллионов долларов, которые пошли на благотворительность.